# Ga South Municipal District
Der Distrikt Ga South Municipal District ist einer von 29 Distrikten der Greater Accra Region in Ghana. Er hat eine Größe von 293,8 km² und 350.121 Einwohner (2021).

## Geschichte
Ursprünglich war er 2004 Teil des damals größeren Ga West District, bis der westliche Teil des Distrikts am 29. Februar 2008 abgetrennt wurde, um den ersten Ga South Municipal District mit Weija als Hauptstadt zu gründen; der verbleibende Teil wurde in den Status einer Municipal District erhoben und wurde zum Ga West Municipal District. Später wurde ein kleiner Teil des Distrikts abgetrennt, um am 28. Juni 2012 den Ga Central Municipal District zu bilden; der verbleibende Teil wurde als Ga South Municipal District beibehalten. Am 15. März 2018 wurde jedoch der nördliche Teil des Distrikts abgetrennt, um einen neuen Ga South Municipal District mit Ngleshie Amanfro als Hauptstadt zu schaffen; der verbleibende Teil wurde daher in Weija-Gbawe Municipal District mit Weija als Hauptstadt umbenannt. Die Gemeinde liegt im westlichen Teil der Region Greater Accra und hat Ngleshie Amanfro als Hauptstadt.

## Einwohnerentwicklung
Die folgende Übersicht zeigt die Einwohnerzahlen nach dem jeweiligen Gebietsstand.
| Jahr | Einwohner |
| ---- | --------- |
| 2010 | 234.191   |
| 2021 | 350.121   |